# Effet d'avalanche
Cet article concerne le phénomène intervenant dans un semi-conducteur. Pour la propriété cryptographique, voir Effet avalanche.
L’effet d'avalanche est un phénomène qui peut se produire dans des matériaux isolants et semi-conducteurs. Il s'agit d'un effet multiplicateur du courant électrique à l'intérieur de matériaux qui étaient, jusqu'au déclenchement du phénomène, de bons isolants.

## Description du phénomène

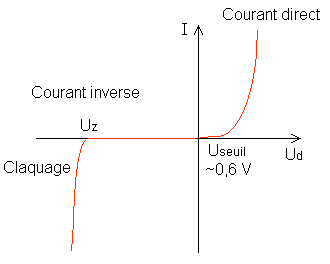
L’effet d’avalanche est visible sur la partie gauche de la caractéristique de la diode Zener (courbe de I en fonction de Ud). En dessous de la tension Uz, l’effet d’avalanche provoqué par une forte tension négative permet le passage du courant à travers la diode.

L'effet d'avalanche peut se produire à l'intérieur de semi-conducteurs ou d'isolants solides, liquides ou en phase gazeuse lorsque le champ électrique à l'intérieur du matériau est suffisamment important pour accélérer les électrons jusqu'au point où, lorsqu'ils percutent des atomes, ils libèrent d'autres électrons : le nombre d'électrons libres augmente alors rapidement car les nouveaux électrons libres en entraînent à nouveau d'autres, dans un phénomène comparable à celui d'une avalanche neigeuse. Ce phénomène est utilisé dans certains composants électroniques comme la diode Zener, la diode Transil, des photodiodes et des transistors à effet d'avalanche, ainsi que dans un grand nombre de détecteur de muons comme les tubes à gaz, les RPC (Resistive Plate Chamber).